# Patrick Forbes (biskop av Aberdeen)
Patrick Forbes, född den 24 augusti 1564, död den 28 mars 1635, var en skotsk kyrkoman, bror till John och Arthur Forbes, far till John Forbes.
Forbes blev 1618 biskop av Aberdeen.